# 潮風公園
潮風公園（しおかぜこうえん）は、東京都品川区東八潮にある都立公園である。1974年6月1日開園、面積は約15.5ha。開園当時の名称は「十三号地公園」であった。

## 概要
お台場海浜公園と東八潮緑道公園を結ぶ。
園内の海側は全て舗装された遊歩道となっており、観光を楽しむ人の他に、日光浴、ジョギング、サイクリング、釣りをする人が多い。都心方面から羽田空港方面まで東京港全体を見渡すことができ、空気が澄んだ日には富士山が見えることもあって、見晴らしは隣接するお台場海浜公園よりも良い。
水と緑のプロムナードは公園南地区のメインストリートで、南中央出入口と噴水広場を結ぶ。真ん中には噴水があり、ストリート全体にワシントンヤシとカスケードが立ち並び南国の雰囲気がある。
噴水広場は夏場は特に子供達でにぎわう。かつてはすぐ近くに船の形をしたコンビネーション遊具しおかぜ丸があったが、老朽化し2017年に撤去された。
公園中央に東京湾岸道路（国道357号・首都高速湾岸線）が通り、公園を南北に分けている。この道路は途中で海底へ潜って東京港トンネルへ抜ける。海底へ潜ったところに湾岸線の換気塔が大きくそびえ立つ。
換気塔を背後に駐車場方面から太陽の広場（メインビーチバレーコート）に掛かる潮風橋は、東日本大震災の影響や経年劣化に伴い2012年に撤去されていたが、オリンピック施設の設営工事に合わせて新たに架け替えられ、2022年7月21日から通行できるようになった。
公園北側に行くと、バーベキュー広場がある。
潮風公園島の日曜の午後と名づけられた彫刻は特にユニークで、正面から見た形と横から見た形では、全く別の形に見えてしまう。夕陽の塔は、夕陽を背景にしたシルエットが印象的である。夕陽の塔から北中央出入口までは街と海のプロムナードが伸びる。なお、護岸改修工事のため、現在は水の広場公園へ仮移設されている。
太陽の広場はかなり広大で開放的な芝生広場で、子供達の他にも犬などが走り回っている。
海と対岸の天王洲アイルが見えるためロケーションが良く、更にフジテレビから近いこともあり、テレビ番組や写真の撮影場所として使用されることが多い。入園は無料であるが、撮影は勿論事前に申請を出し、当日には使用料を払う必要がある。

## 散歩・ジョギングコース
信号が無い・車が通らない・夜でも比較的明るい・景色が良い・通路が整備されているなどという点から、下記のコースは犬の散歩・ウォーキング・ジョギング・サイクリングなどの定番コースである。下記コースは全て隔たり無く連結している。徒歩では片道1時間程度。ただし台場公園はサイクリング不可。
- 台場公園⇔お台場海浜公園⇔潮風公園⇔東八潮緑道公園⇔青海北ふ頭公園⇔青海南ふ頭公園

## イベント
- 2009年7月11日（土）から8月31日（月）まで、GREEN TOKYO ガンダムプロジェクト実行委員会の主催により、実物大のガンダムが展示されていた。

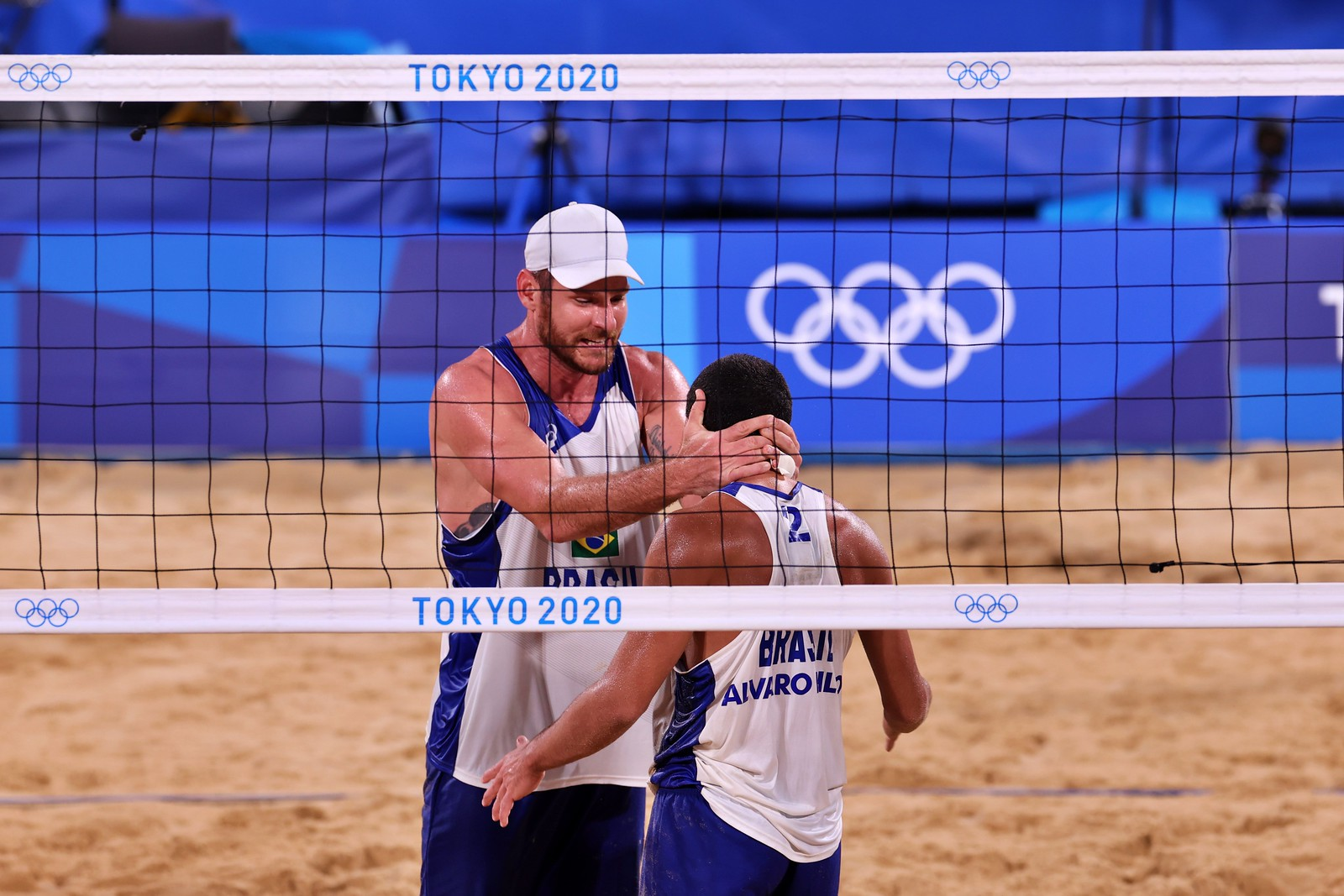

- 東京2020オリンピック・パラリンピック招致プランによれば、ビーチバレーは本公園仮設会場（収容人数12,000人）とされたことを日本バレーボール協会が発表した[5]。
- 2021年7月26日から2021年8月7日にかけて、東京2020オリンピック大会のビーチバレー競技が当公園で行われた。大会開催に際して樹木の伐採、段差をなくすといったバリアフリー化、元は海浜だった箇所への建物の設営、車両の出入りのため鉄骨を用いて仮設の埋め立てを行うなどの改造が加えられた。大会は無観客での開催となった。大会終了後、2021年12月1日に潮風公園の南側の利用が再開され、2022年4月1日には北側の利用も再開された。

## ギャラリー

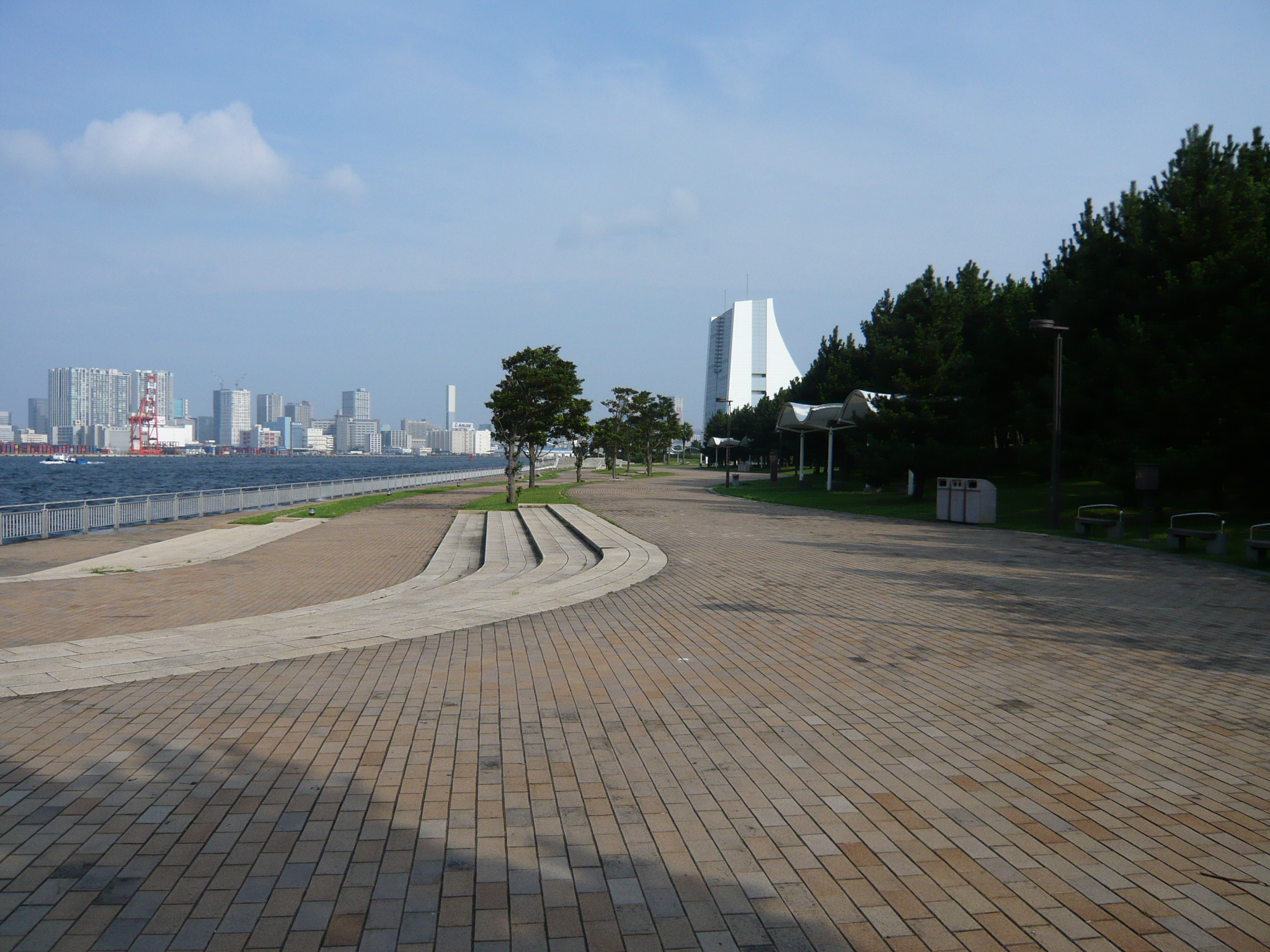
海側の遊歩道
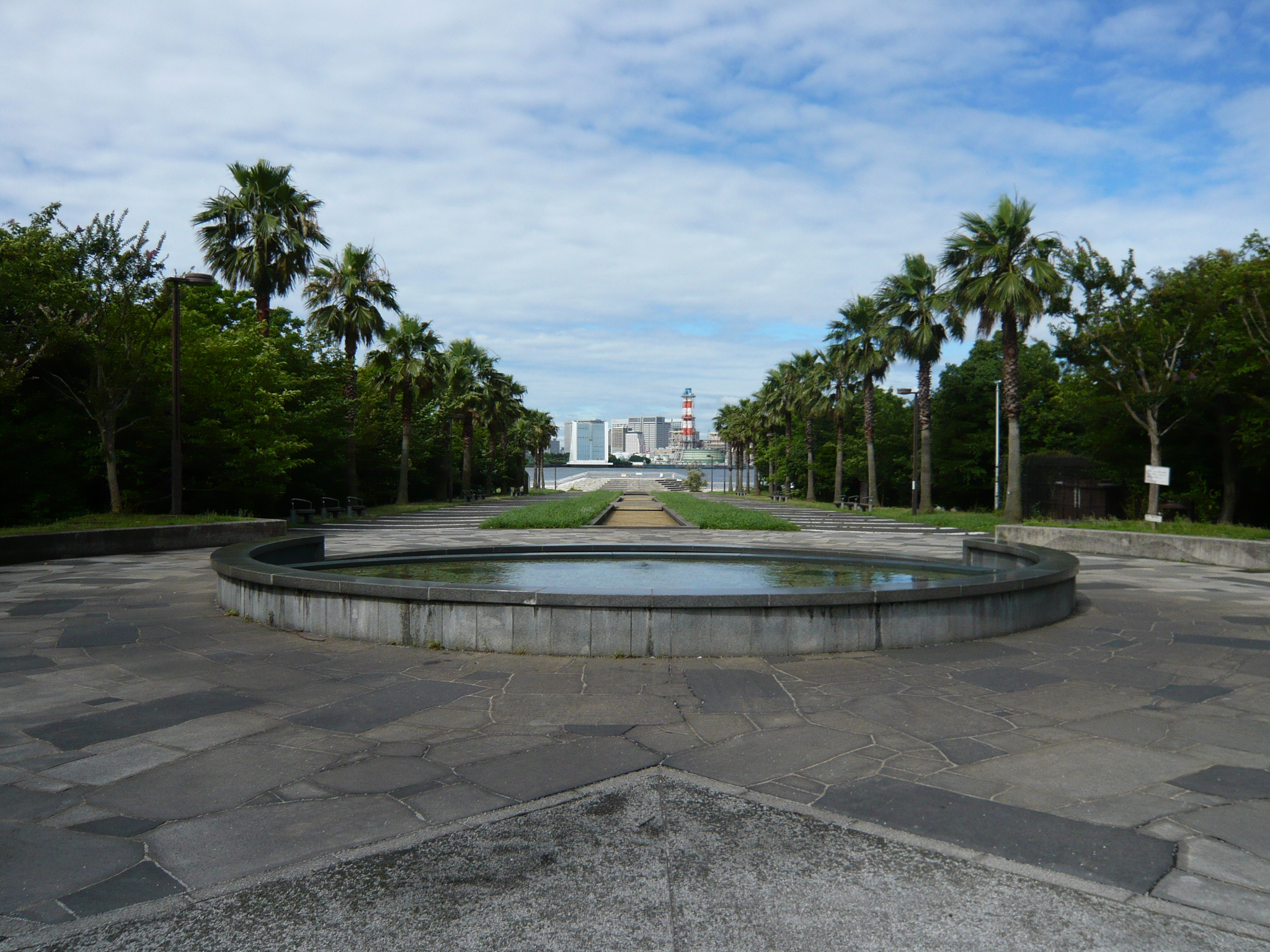
「噴水広場」と「水と緑のプロムナード」
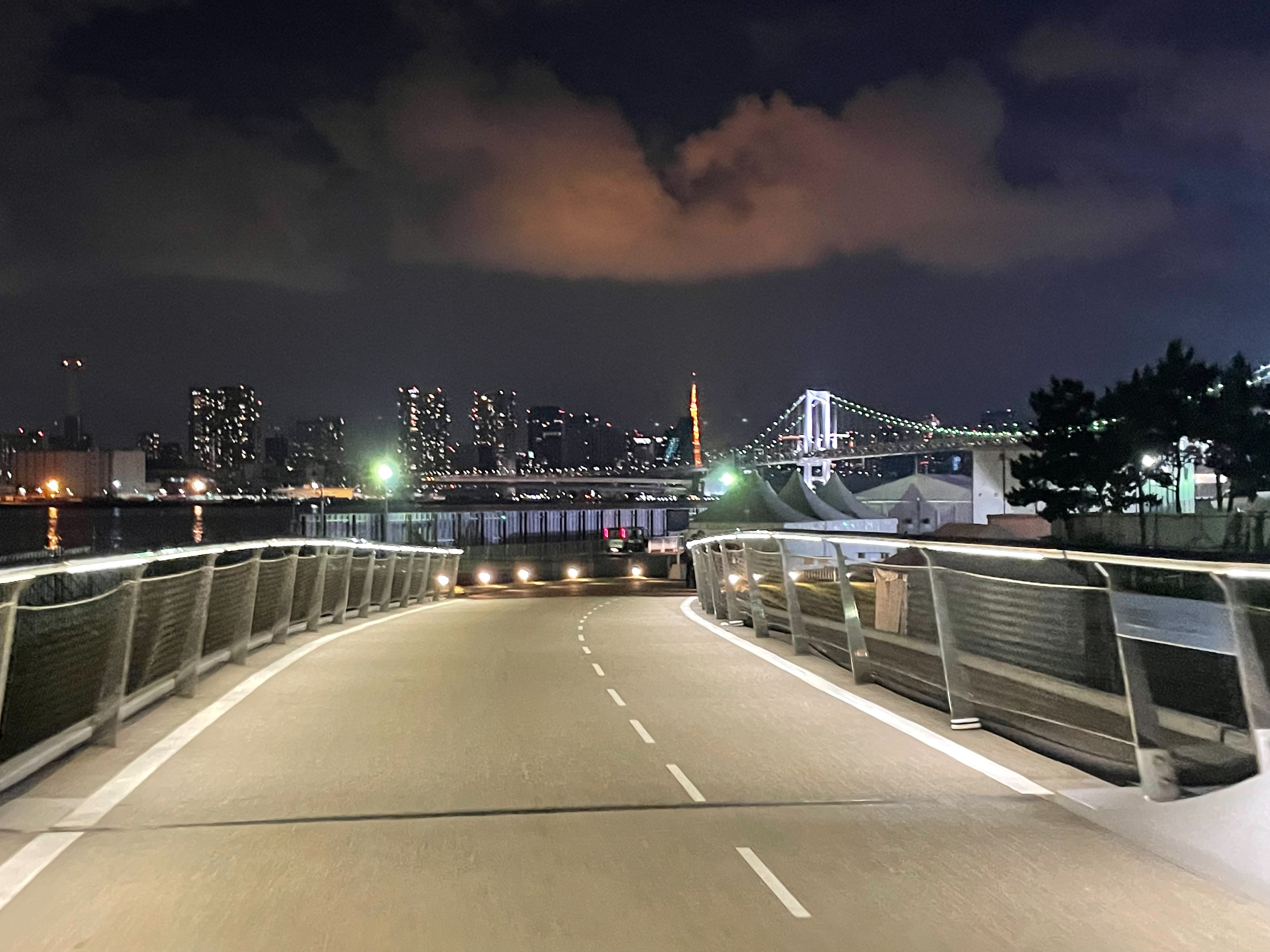
オリンピックに向けて新たに整備された潮風橋
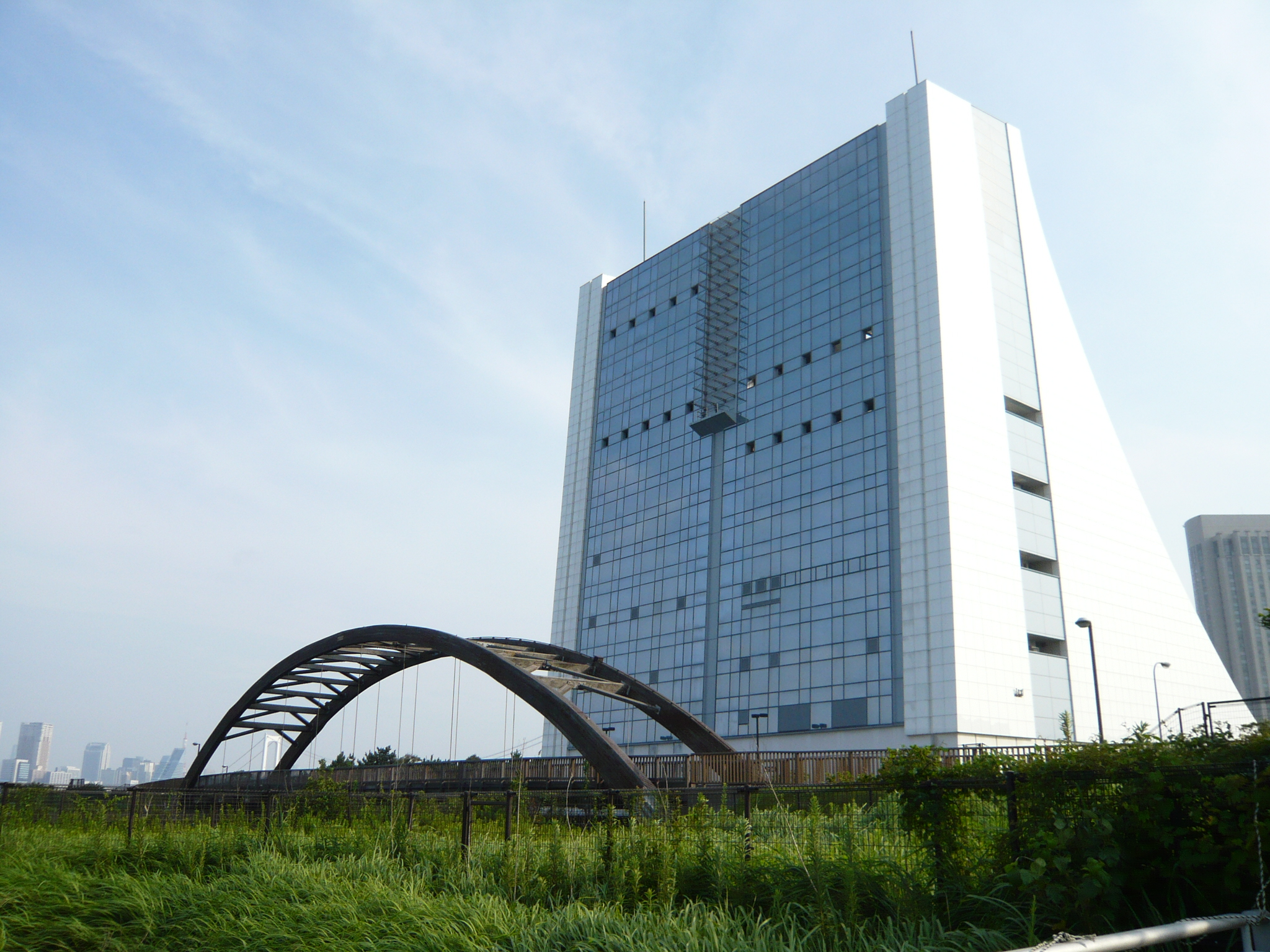
旧潮風橋と換気塔
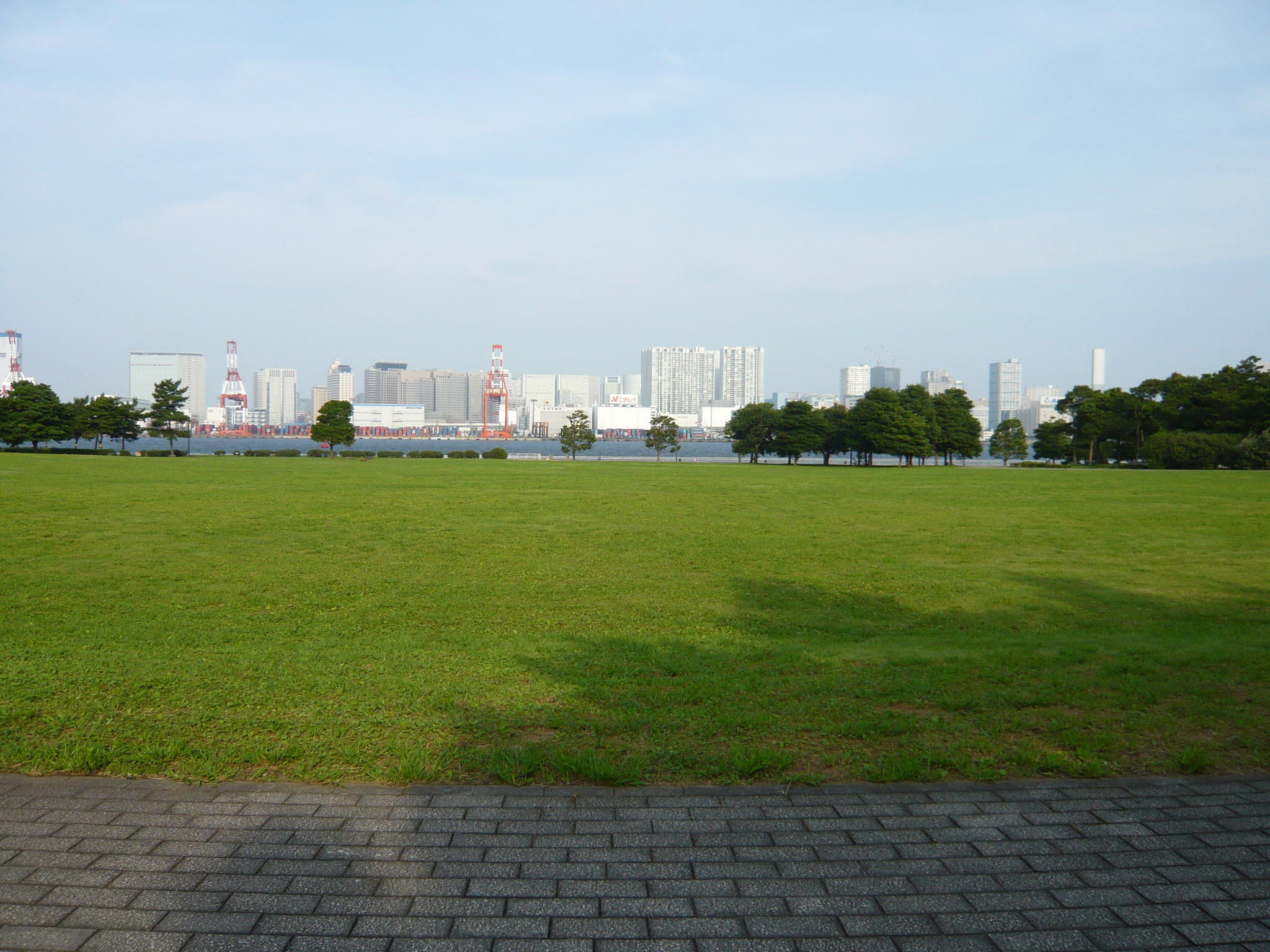
「太陽の広場」
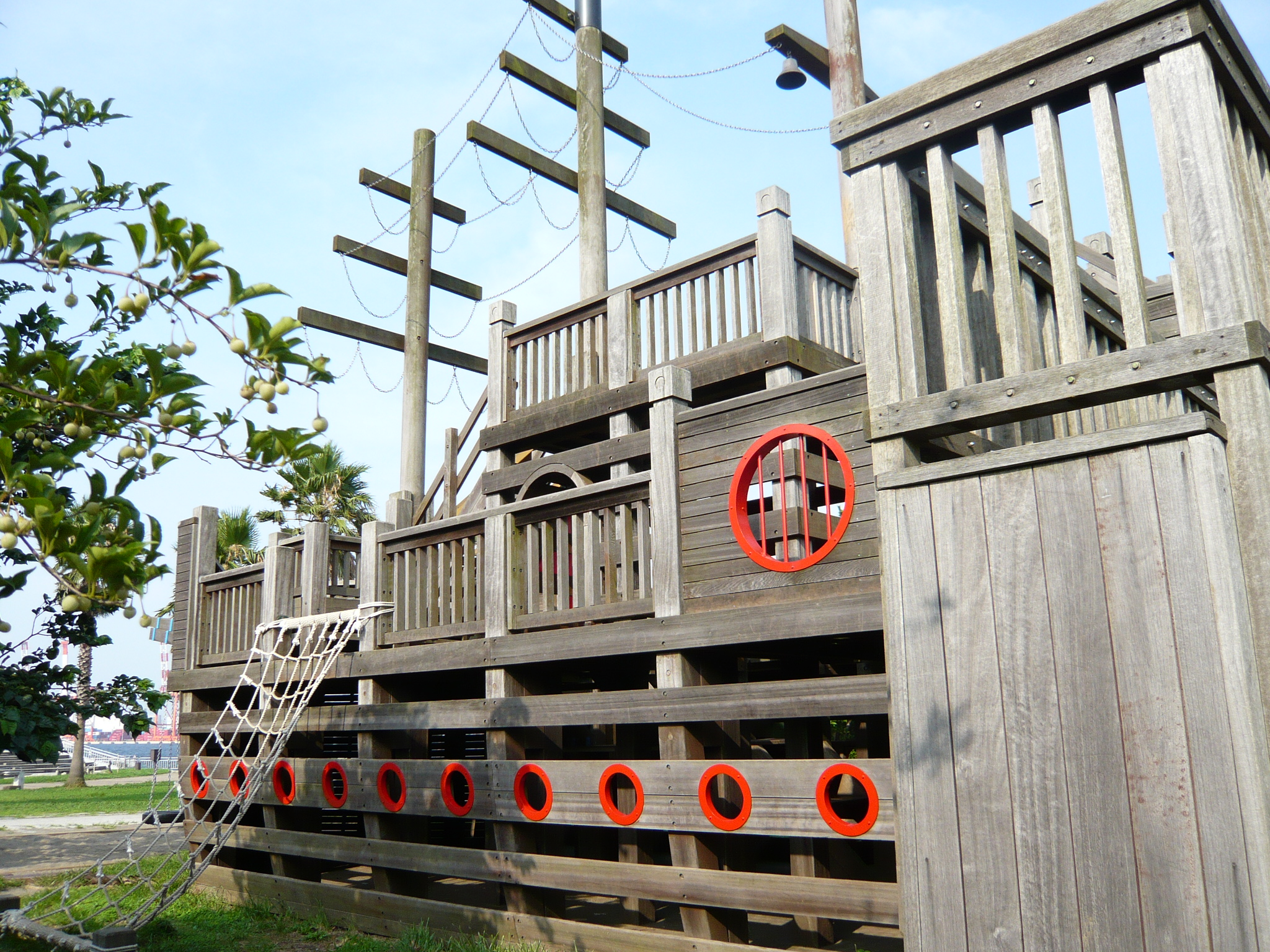
遊具「しおかぜ丸」（現存せず）
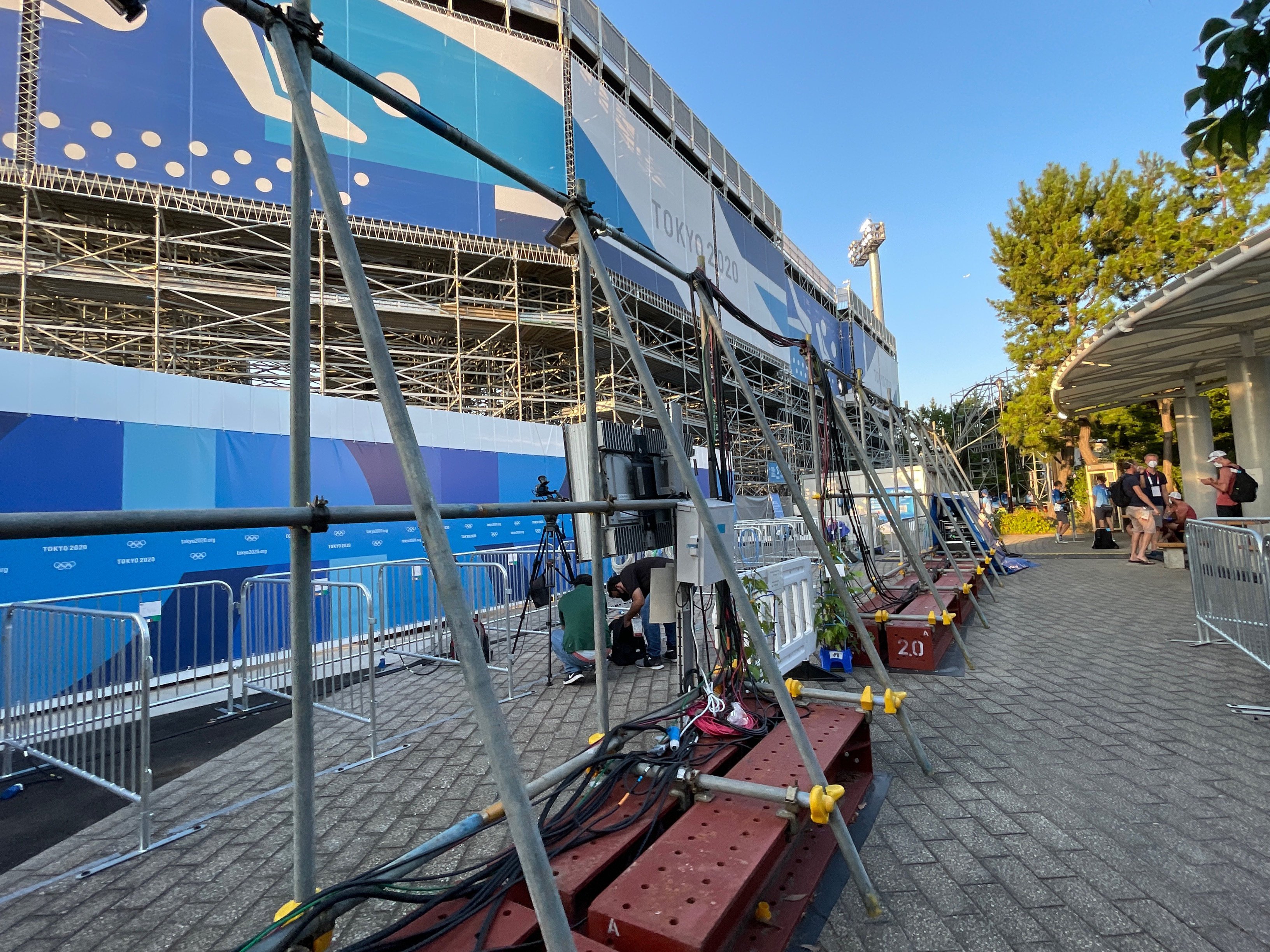
バーベキュー会場の上に建つビーチバレーコート（現存せず）
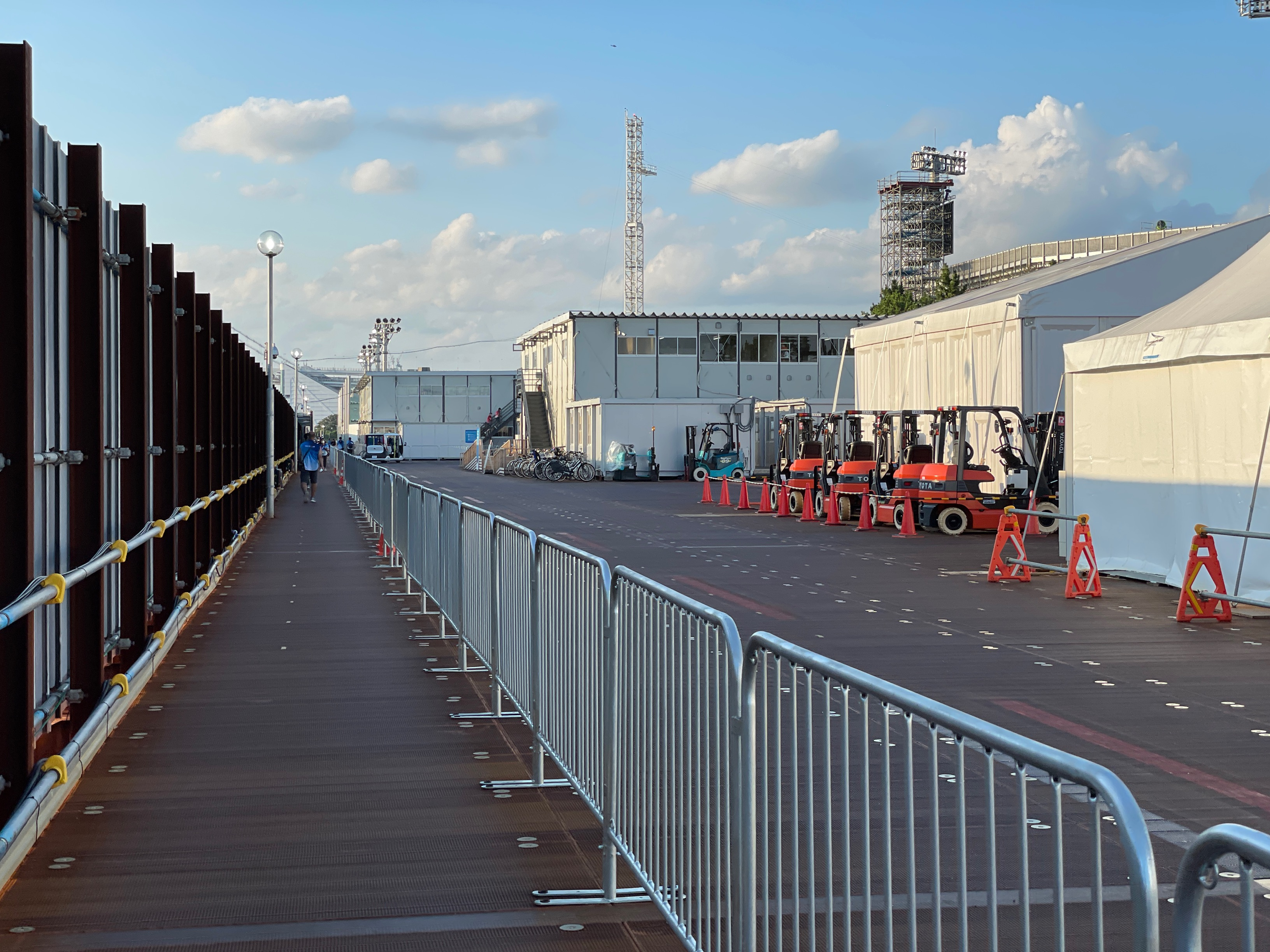
拡張された沿岸部に建つ仮設の施設、テント（現存せず）
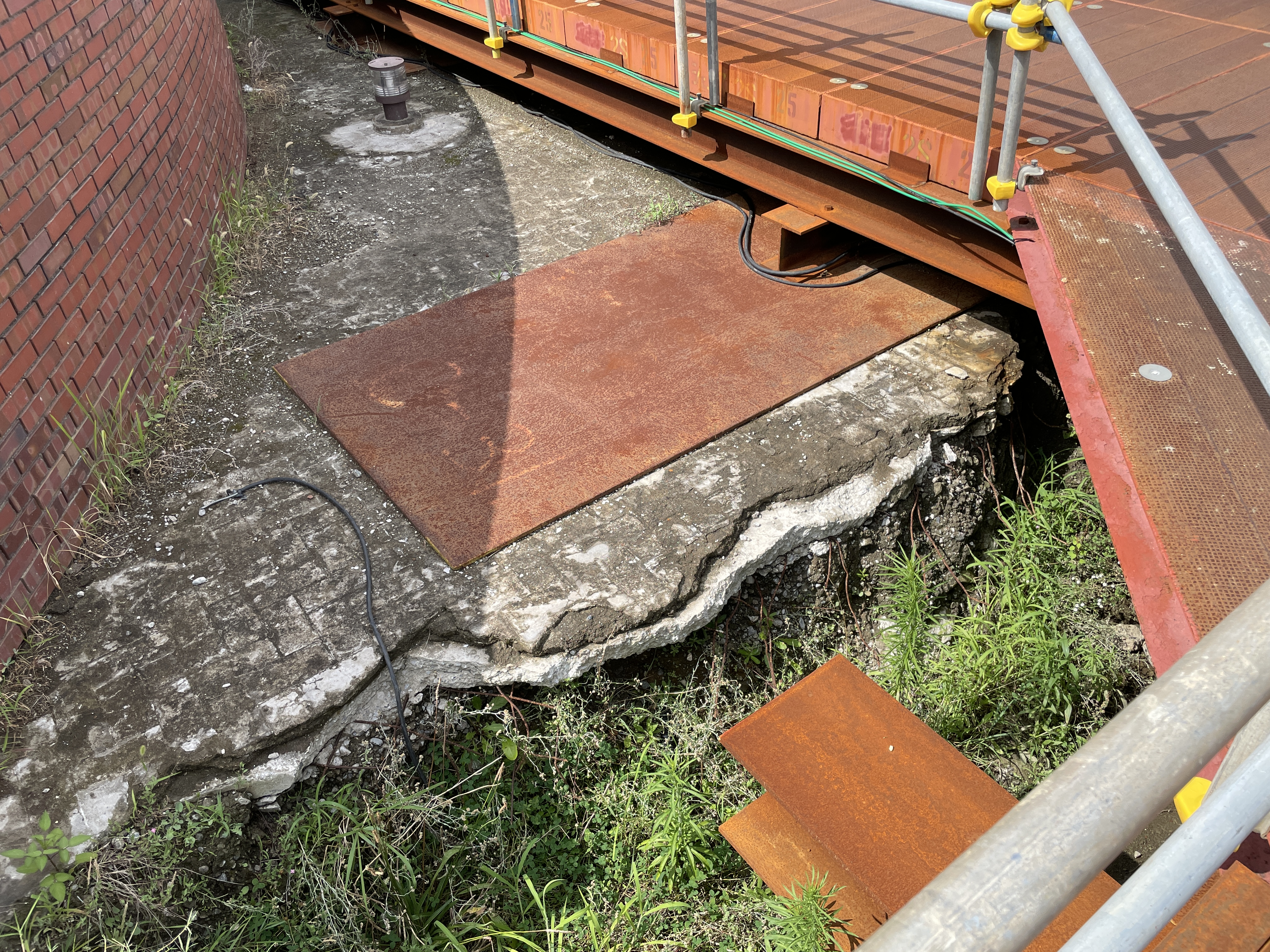
既存のコンクリートを削り鉄骨を用いて高さを基準点と一定にしている

## アクセス
- 都営バス海01系統・陽12-3系統「台場駅前」・「潮風公園入口」下車、徒歩2分。
- ゆりかもめ台場駅または東京国際クルーズターミナル駅から徒歩5分。
- りんかい線東京テレポート駅から徒歩10分。

以前は東京水辺ライン・東京都観光汽船が運行していて「青海（船の科学館）」で下船して徒歩3分であったが、現在は運休している。

## 周辺施設
- 船の科学館

体験教室プール - 旧シーサイドプール(2008年に遊泳プールとしては営業終了)
- 日本科学未来館
- 東京国際交流館
- ヒルトン東京お台場
- グランドニッコー東京 台場